# Похищение пришельцами
Сообщения о «похищении инопланетянами», или абду́кция (англ. Abduction phenomenon) — культурное явление, культурные нарративы, рассказы людей о том, что они были тайно и против их воли похищены представителями внеземной цивилизации, подвергавшими их физическим или психологическим процедурам, в том числе с целью репродукции.
Сообщения о похищениях появлялись в разных странах, но это культурное явление наиболее типично для англоговорящих стран, в первую очередь — США. Содержание сообщений о похищениях меняется в зависимости от культуры страны рассказчика. Вера в «похищения инопланетянами» сформировала культ. Эти «похищения» являются одним из основных предметов «изучения» для псевдонауки уфологии. Уфологи называют намерения похищать и использовать землян в экспериментах одной из причин помещения Земли инопланетянами. НЛО, «похищения инопланетянами» могут быть частью радикальных политических апокалиптических и милленаристских нарративов. Некоторые из теорий заговора утверждают, что правительства санкционируют похищение пришельцами.
Отмечается недостаток заслуживающих доверия доказательств «похищений». В 1960 году Мартин Коттмейер, занимавшийся расследованием похищения инопланетянами, описал тенденцию выдавать иллюзорное за реальное. Отмечаются подобия между образами пришельцев из ранних научно-фантастических фильмов и описаниями «похитителей» в рассказах о «похищениях», что может свидетельствовать о культурном происхождении сообщений. Известно большое число сообщений от людей, утверждающих, что их похитили и/или изнасиловали небольшие безволосые серые или зелёные существа, имеющие маленькие подбородки, большие глаза и без ушей. Эти многочисленные заявления и их сходство могут объяснять тем, что данные образы почерпнуты из передач, сериалов, комиксов и других произведений массовой культуры. Физические «свидетельства» о «похищениях», вроде имплантантов в теле «похищенных», либо не предоставляются для научного изучения либо имеют вполне земную природу, включая явные фальсификации.

## Основные положения
Согласно основным положениям «культа», возле города Розуэлл (штат Нью-Мексико) в 1947 году потерпел крушение инопланетный летательный аппарат пришельцев. Затем при содействии правительства США аппарат восстановили, а его экипаж вылечили от травм, после чего американское руководство встречалось с инопланетными представителями на специальной территории в Зоне 51. Утверждается, что причиной увеличения случаев наблюдений НЛО является активизация деятельности инопланетян на Земле. Инопланетные пришельцы похищают большое количество людей и оставляют другие знаки своего присутствия, такие как увечье скота и концентрические круги на полях («ведьмины кольца»). Они также несут ответственность за периодическое появление книг от ченнелеров, наподобие «Книги Урантии». В качестве доказательств этих заявлений представлены в основном спекуляции, фантастические рассказы, мошенничество, необоснованные выводы из вызывающих сомнения свидетельств НЛО. Часть уфологов считает, что существует заговор правительства и СМИ для сокрытия фактов деятельности инопланетян.

## «Похищаемые» и «похитители»
Среди имеющихся сведений о посещении Земли инопланетянами и проведения ими экспериментов ведущее положение заняла история Барни и Бетти Хиллов. По значению, которое ей придаётся эта история сопоставима с историей об «инциденте» в Розуэлле. По утверждениям Хиллов, 19 сентября 1961 года они были похищены представителями внеземной цивилизации. По словам Барни, что пришельцы взяли образец его спермы. По словам же Бетти, ей в пупок была вставлена игла. Бетти привела людей на место посадки инопланетного летательного аппарата, но никому, кроме нее, так и не удалось заметить пришельцев или средств их передвижения. Большую часть своей истории Хиллы вспомнили под воздействием гипноза, проведённого спустя несколько лет после их «похищения». Барни сообщил также, что пришельцы имели очень «большие всеохватывающие глаза». За 12 дней до его рассказа в одной из серий американского телесериала «За гранью возможного» был показан пришелец именно с такими глазами.
Обычно инопланетяне описываются как низкорослые, безволосые существа с большим черепом и маленьким подбородком, с кожей белого, серого или зелёного цвета, большими раскосыми глаза, заострёнными ушами или вовсе без ушей. Все эти основные признаки присутствуют в популярном американском фильме «Бак Роджерс в XXV веке», снятом режиссером Дэниелом Хэллером в 1979 году. С того времени ключевые моменты рассказа четы Хилл повторялись большое число раз другими людьми. Утверждается, что после неожиданной встречи с инопланетянами сразу следует период амнезии. Затем, в ходе сеансов гипноза, психологического консультирования или психотерапии, «похищавшийся» вспоминает об «инциденте» и о проведённых над ним опытах. Немногочисленные различия в рассказах сводятся к тому, что одни «жертвы похищения» утверждают, что в их тело вживили имплантанты, другие — что на их теле есть шрамы или другие метки, оставленные пришельцами.
Так, Уитли Стрибер, который написал о своём «похищении инопланетянами» несколько книг, по его утверждениям, вспомнил об этом «инциденте» лишь после сеансов психотерапии и гипноза. Стрибер заявлял, что видел, как пришельцы приземлились на крышу его дома на испускающем свет летательном аппарате. По его словам, в течение одной только ночи он побывал на далёкой планете и вернулся домой. Стрибер утверждал, что вся его семья может видеть инопланетян и их космические аппараты, хотя другие люди ничего не видят. Высказывалось мнение, что Стрибер производит впечатление человека, находящегося в очень расстроенных чувствах, в состоянии ажитации. Человек, который пребывает в состоянии тревоги, предрасположен к истерии и радикальному изменению своего поведения и системы убеждений. С началом очередного приступа страха он, подобно Бадду Хопкинсу, решил проконсультироваться у своего психоаналитика, Роберта Кляйна. Находясь под гипнозом, он «вспомнил» ужасных инопланетян.

## Уфология
Сторонники веры в инопланетные похищения утверждают, что не все истории могут быть объяснены простой ложью. По мнению многих уфологов, если предполагаемые свидетели, такие как Уитли Стрибер, Бетти и Барни Хилл или другие заявленные жертвы похищения пришельцами не страдают от психических болезней и являются социально благополучными в социальном отношении, не могли бредить, то их детальные описания похищений вполне заслуживают доверия. Однако такие люди тоже могут заблуждаться или обманывать.
Американский писатель, художник и известный уфолог Бадд Хопкинс, исследователь случаев «похищения инопланетянами», не ставил под сомнение в том числе наиболее невероятные заявлениях «жертв похищения». Хопкинс утверждал, что ему удалось подробно изучить «инопланетный имплантант» и собрать коллекцию магниторезонансных изображений, которые подтверждают существование многих других. Однако, когда в научно-популярной телепередаче Nova (выпуск «Похищение инопланетянами», вышедший в эфир 27 февраля 1996 года) «жертвам похищений инопланетянами» предложили обратиться за научным анализом и оценкой их имплантантов, от них не последовало ни одного отклика.
В телепередаче Nova (выпуск «Похищение инопланетянами») в эпизоде, снятом во Флориде, он помогал женщине внушать ее детям мысль, что они были похищены инопланетянами. В одном из выпусков Nova доктора Элизабет Лофтус, специалист по ложным воспоминаниям, оценила метод бесед Хопкинсом с детьми. По её наблюдениям, Хопкинс неоднократно побуждал детей вспомнить всё больше подробностей и словесно поощрял их, в случае если они называли новые детали. По мнения Лофтус, эта процедура рискована, поскольку неизвестно, какое именно воздействие беседы оказывают на детей. Так или иначе, дети всё больше будут укрепляться в мысли, что они похищались пришельцами и впоследствии им будет сложно признать, что это переживание внушено матерью и укреплено Хопкинсом.
Другой исследователь свидетельств об инопланетянах — доктор Джон Мак, психиатр из Гарвардского университета, написал несколько книг о своих пациентах, которые утверждали, что были похищены представителями внеземных цивилизаций. Хопкинс направлял на приём к Маку большое количество людей. Мак утверждал, что его пациенты не являются психически больными и ему не известно другое объяснение их историй, кроме тех версий, которые они излагают. Мак также появлялся в выпуске «Похищение инопланетянами» телепередачи Novа. По его заявлению, все его пациенты являются здоровыми людьми, которые финансово не заинтересованы в сочинении своих невероятных историй. В то же время Мак заметил, что в роли жертв похищений его пациенты получили большую популярность. То же отмечается и в отношении самого Мака и Хопкинса. Поощряя клиентов рассказывать всё больше деталей, они получили известность и большой доход. Так, Мак получил аванс 200 тысяч долларов за свою первую книгу о «похищениях инопланетянами». Он рекламирует свой Центр психологии и социальных перемен, обращается с предложениями финансировать его Программу исследований экстраординарных случаев.
Вклад в формирование мифа о «похищении инопланетянами» внёс также Роберт Бигелоу, богатый предприниматель из Лас-Вегаса, финансирующий проведение исследований паранормальных явлений. Бигелоу частично финансировал опрос агентства Ропера, посвящённый вопросу «похищений инопланетянами», охвативший 5947 респондентов. Вопрос похищались они или нет, не задавался прямо, вместо этого респондентов спрашивали, доводилось ли им испытывать какое-либо из перечисляемых переживаний, которые Кэрролл пересказывает так: «Проснуться парализованным, ощущая, что в комнате находится кто-то или что-то. Ощущать выпадение из реальности на час или больше и невозможность вспомнить, почему это произошло или где они были. Видеть необыкновенное свечение или светящиеся шары в комнате, не зная, почему и откуда они появились. Обнаруживать на теле странные шрамы и не суметь вспомнить, как и при каких обстоятельствах они появились. Ощущать себя летящими по воздуху, не понимая, как и почему это происходит». Ответ «да» на четыре или пять «симптомов» авторы признавали доказательствами «похищения». Отчёт об этом опросе на 62 страницы, снабжённый предисловием Джона Мака, был отправлен по почте в адрес ста тысяч психиатров, психологов и других специалистов по проблемам психического здоровья. Смысл отчёта сводился к утверждению, что в разное время инопланетяне похитили около четырёх миллионов американцев и около 100 миллионов жителей других стран. Карл Саган (1995) прокомментировал эти выводы: «Самое удивительное, что многие соседи этого даже не заметили». Удачно было выбрано время рассылки отчёта: перед показом в 1992 году на канале CBS-TV мини-сериала по книге Уитли Стрибера «Незваные гости» (Intruders).

## Конспирология
Религиовед и политолог Майкл Баркун подчеркнул связи между радикальной политикой и теориями заговора об НЛО, инопланетных посещениях, загрязнении окружающей среды и рядом тем конспирологии. Он отмечал рост формы эклектичного и апокалиптического милленаризма, которую он назвал «импровизиональным милленаризмом». Истории об НЛО и похищениях нередко могут быть частью стигматизированных или подавленных нарративов, в рамках которых утверждается, что «ортодоксальная» позиция поддерживается для «бесчестных» целей и для того, чтобы держать общество в невежестве. Теории заговора, связанные с НЛО и инопланетянами, появились в крайне правой политике с 1980-х годов.
По словам Баркуна, в популярной культуре такие телешоу, как «Секретные материалы», не только включили инопланетян в темы теорий заговора, наряду с «ополченцами» и «чёрными вертолетами», но также демонизировали FEMA, общую цель конспирологов и милленаристов. Одна из теорий заговора утверждает, что FEMA планирует заключать «патриотов» в концентрационные лагеря во время грядущей катастрофы. Политолог Джоди Дин отметила, что истории о «похищениях инопланетянами» способствует тому, чтобы отвергнуть «консенсусную реальность» в пользу девиантных альтернативных реальностей.
Лица, рассматривающие себя как жертвы «похищений инопланетянами» часто присоединяются к сообществам самопомощи жертв и могут прибегать к сомнительной регрессивной терапии, подобно другим лицам, считающим себя жертвами детского сексуального или сатанинского ритуального насилия. Некоторые поддерживают теории заговора о сложном технологическом контроле над разумом, включая использование имплантантов, направленном на то, чтобы заставить их служить «Новому мировому порядку» или антихристу, и считают важным предупредить мир об этой опасности.

## Данные опросов
В ходе опроса агентства Ропера в начале 1990-х годов, 3 % американцев заявили, что их похищали инопланетяне.

## Объяснения
По словам Роберта Тодда Кэрролла, сложно представить существ, которые способны преодолеть все препятствия межзвёздных перелётов для того, чтобы похищать жителей Земли, подвергать их сексуальному насилию, ставить над ними эксперименты и доставлять банальные послания, вроде: «Цель самоусовершенствования должна быть духовной, а не материальной».
Доказательством похищений инопланетянами могли бы служить физические следы присутствия пришельцев. Однако предлагаемые физические доказательства не могут считаться состоятельными. Так, в качестве доказательства приземления инопланетян в конкретном месте демонстрируются следы на земле, но проверки показывают, неровности почвы вызваны вызваны обыденными причинами, например, ростом грибницы. В роли доказательств «похищения инопланетянами» и проведения над ними опытов многими демонстрируются различные шрамы и отметины на теле. Но эти следы могут объясняться бытовыми травмами или другими случаями из обыденной жизни. Наиболее весомыми физическим доказательством могли бы стать имплантанты, которые, по утверждениям «жертв похищения инопланетянами», пришельцы вживляли различные части их тела. Но эти артефакты либо не предоставляются для научного изучения либо имеют вполне земную природу, включая явные фальсификации. Из всех «доказательств» «похищения» физические «свидетельства» остаются наиболее слабыми.
Для вызова воспоминаний о «похищении инопланетянами» часто применяется гипноз. Гипноз является не только ненадёжным методом получить доступ к точной памяти, но и методом, при помощи которого могут быть созданы ложные воспоминания.
Кэрролл предполагает, что некоторые из тех, кто утверждает, что были похищены инопланетянами, являются мошенниками, другие страдают от психического расстройства, но большинство являются здоровыми людьми, но склонными к фантазиям. Большинство из них не получает больших прибылей от своих историй, но использует свои невероятные переживания как возможность попасть в СМИ. В качестве объяснения возможно также принятие желаемого за действительное: желание выйти за пределы обыденной жизни на более высокий уровень, желание стать избранным для неких специальных задач.
Имеет место обмен культурными заблуждениями. «Похищения инопланетянами» сравнимы с переживаниями при клинической смерти. Последние так же не являются фантазиями, но и не отражают реальности, а, вероятно, вызваны определённым состоянием мозга при клинической смерти. Нет альтернативы, что эти лица либо «абсолютно сумасшедшие», либо действительно умирают, переходя в иной мир, а затем возвращаются к жизни. Имеются правдоподобное объяснение состоянием мозга, а также культурными традициями. Аналогично «похищения инопланетянами» могут рассматриваться как аналог мистики. Единственным «доказательством» этого опыта выступает убеждение в реальности «инцидента». Мистический опыт можно быть классифицирован по двум основным категориям: экстатический и созерцательный. Каждый тип имеет свои нарративы и отзывы на них. Рассказы «похищенных инопланетянами» весьма близки к рассказам мистиков. «Жертвы похищений пришельцами», вероятно, сходны с последователями религий, верящими, что их соблазнил дьявол, и с адептами традиционных культов, верившими, что вступали в сексуальные отношения с богами, принявшими облик животных. Уфологи, которые работают с жертвами похищения, могут рассматриваться как аналог священников, которые не ставят под сомнение религиозные убеждения, но, наоборот, поощряют и подпитывают их. Заблуждения людей древности и средневековья не выражались в понятиях «инопланетяне» или «космические корабли» — все это появилось уже в наше время. Кэрролл писал: «Мы можем иронизировать над идеей бога, который превращается в лебедя, чтобы соблазнить прекрасных женщин, или над дьяволом, совращающем монашек, потому что эти персонажи не соответствуют нашим культурным предубеждениям и заблуждениям». При этом «люди древнего мира или средневековья просто посмеялись бы над человеком, заявившем, что он был захвачен представителями другой планеты для секса или репродуктивной хирургии. Единственная причина, по которой люди всерьез верят жертвам похищений, заключается в том, что заблуждения похищенных не противоречат современным культурным представлениям», подтверждаясь знаниями о принципиальной возможности межзвездных перелётов и вероятности существования иных обитаемых планет.
Предположительно, часть жертв «похищений инопланетянами» описывают сходные переживания в результате сходных галлюцинаций, которые возникли вследствие одинаковых состояний мозга. Эти состояния могут обуславливаться с сонным параличом, другими формами нарушений сна, слабыми эпилептическими припадками. Сонный паралич возникает при гипнагогических и гипнопомпических состояниях. Ощущения и переживания, которые описываются «похищенными инопланетянами», такие как невозможность двигаться или говорить, ощущение присутствия кого-то, чувство страха и неспособность кричать, составляют список симптомов, которые сопровождают сонный паралич. Большинство психологов, которые исследовали сообщения о «похищениях инопланетянами» и «похищавшихся» оспаривают реальность контакта с пришельцами. Они предполагают, что причиной может быть «сонный паралич», симптомы которого схожи. Применяя электроды для стимуляции определённых участков мозга, Майкл Персингер смог повторить ключевые моменты ощущений и переживаний, описанных «жертвами похищений пришельцами», ощущений и переживаний мистического и внетелесного опыта.
В исследовании 2021 года, опубликованном в International Journal of Dream Research исследователи сосредоточились на гипотезе о том, что если некоторые из историй о похищениях инопланетянами являются продуктами сна, то они могут быть намеренно воспроизведены практиками осознанных сновидений. Чтобы проверить гипотезу, они поручили группе добровольцев попытаться имитировать встречи с инопланетянами с помощью осознанных снов. 114 (75 %) добровольцев смогли пережить встречи с инопланетянами. Что касается успешных кейсов, то 20 % были близки к реальности по отсутствию парадоксальных событий, типичных для сновидения. И только среди этих 20 % наблюдались сонный паралич и страх, которые часто встречаются в «реальных» историях. Теоретически случайные люди могут спонтанно столкнуться с той же ситуацией во время сна и спутать происходящее с реальностью.
Фольклорист О. А. Черепанова отмечала, что умами устойчиво владеет тема похищения людей неведомой силой и посещения ими таинственного и фантастического мира. В новейшее время сообщается не о похищении бесами или другой нечистой силой в каких-либо местных национальных вариациях, а о «похищении инопланетянами»; при этом неведомый запредельный мир замененён на внутреннее помещение летающих тарелок. Человек, как и раньше, стремится, хотя и с опаской, «заглянуть за ту роковую черту, которая пролегла между видимым и осязаемым миром человека и природы и неизмеримым космосом, между бренным человеческим разумом и вечным разумом мирозданья, между узким кругом известного и беспределом непознанного».

## В литературе и кинематографе
Представления об абдукции высмеиваются в таких популярных мультсериалах как: «Южный парк» (пробный эпизод «Картман и анальный зонд»), «Симпсоны» (пришельцы Кэнг и Кодос из серий Treehouse of Horror часто практикуют похищения), «Футурама» («Spanish Fry»).